# Eidothea zoexylocarya
Eidothea zoexylocarya är en tvåhjärtbladig växtart som beskrevs av A.W. Douglas & B.P.M. Hyland. Eidothea zoexylocarya ingår i släktet Eidothea och familjen Proteaceae. Inga underarter finns listade i Catalogue of Life.